# 몽소로성 현대미술관
몽소로성 현대미술관(Chateau de Montsoreau-Museum of Contemporary Art)는 프랑스 몽소로 시에 위치한 근현대 미술 전문 미술관이다.